# Калимуллина, Магсума Садриевна
Магсума Садриевна Калимуллина (тат. Кәлимуллина; 1913—1969) — советская работница сельского хозяйства, животновод, Герой Социалистического Труда.

## Биография
Родилась 17 июня 1913 года в селе Булым-Будыхчи Российской империи, ныне Апастовского района Татарстана, в многодетной крестьянской семье, из-за чего рано пришлось трудиться.
Окончив местную семилетку, вступила в только организованный местный колхоз, с которым у Магсумы Садриевны была связана вся последующая жизнь. В 1935 году вышла замуж. В годы Великой Отечественной войны она на ферме ухаживала за овцами и телятами, выполняя всю работу, связанную с заготовкой кормов и ремонтом помещений. В 1966 году телятница колхоза «Ракета» Апастовского района Магсума Садриевна Калимуллина была удостоена звания Героя Социалистического Труда.
Вместе с мужем Гашыйком она вырастила шестерых детей. Умерла 30 августа 1969 года. В селе Булым—Булыхчи и в самом райцентре Апастово её именем названа улицы.

## Награды
- В 1966 году М. С. Калимуллиной было присвоено звание Героя Социалистического Труда с вручением ордена Ленина (за успешное выполнение заданий VII пятилетки (1959—1965) и личных соцобязательств по заготовке продукции животноводства).
- Также была награждена медалями.